# 圣金廷-德梅迪奥纳
圣金廷-德梅迪奥纳（西班牙語：San Quintín de Mediona），是西班牙加泰罗尼亚巴塞罗那省的一个市镇。总面积14平方公里，总人口2165人（2013年），人口密度157人/平方公里。